# Cisów (województwo świętokrzyskie)
Cisów – wieś w Polsce, położona w województwie świętokrzyskim, w powiecie kieleckim, w gminie Daleszyce.
Do 1954 roku istniała gmina Cisów. W latach 1954–1969 wieś należała i była siedzibą władz gromady Cisów, po przeniesieniu siedziby i zmianie nazwy gromady, w gromadzie Nowa Huta Cisowska. W latach 1975–1998 miejscowość położona była w województwie kieleckim.

## Położenie
Wieś położona jest w malowniczej dolinie górskiej Cisowsko-Orłowińskiego Parku Krajobrazowego, otoczona zewsząd lasami, pomiędzy pasmem Cisowskim i Ociesęckim, Gór Świętokrzyskich. W sąsiedztwie miejscowości znajduje się rezerwat przyrody Cisów.

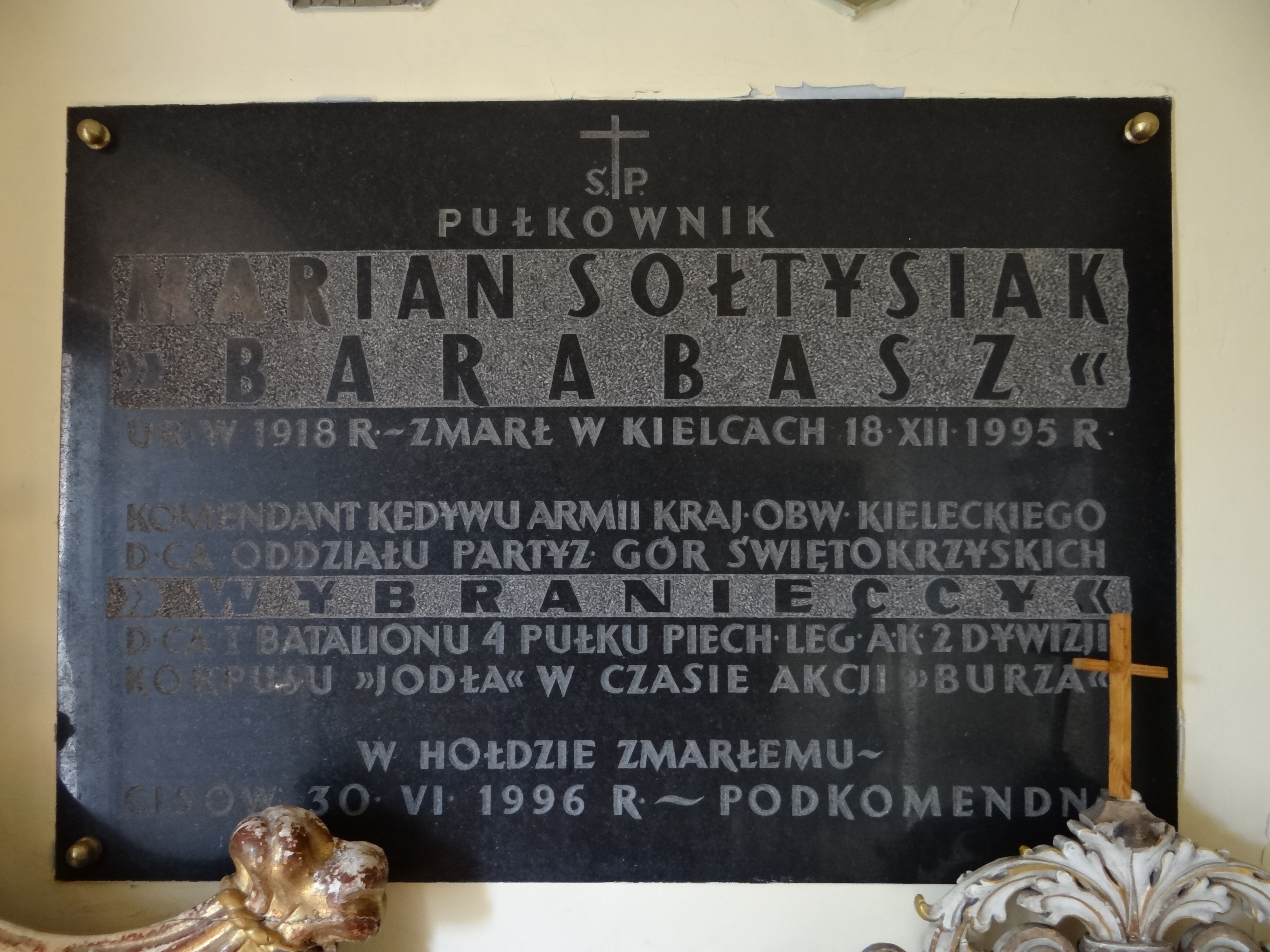
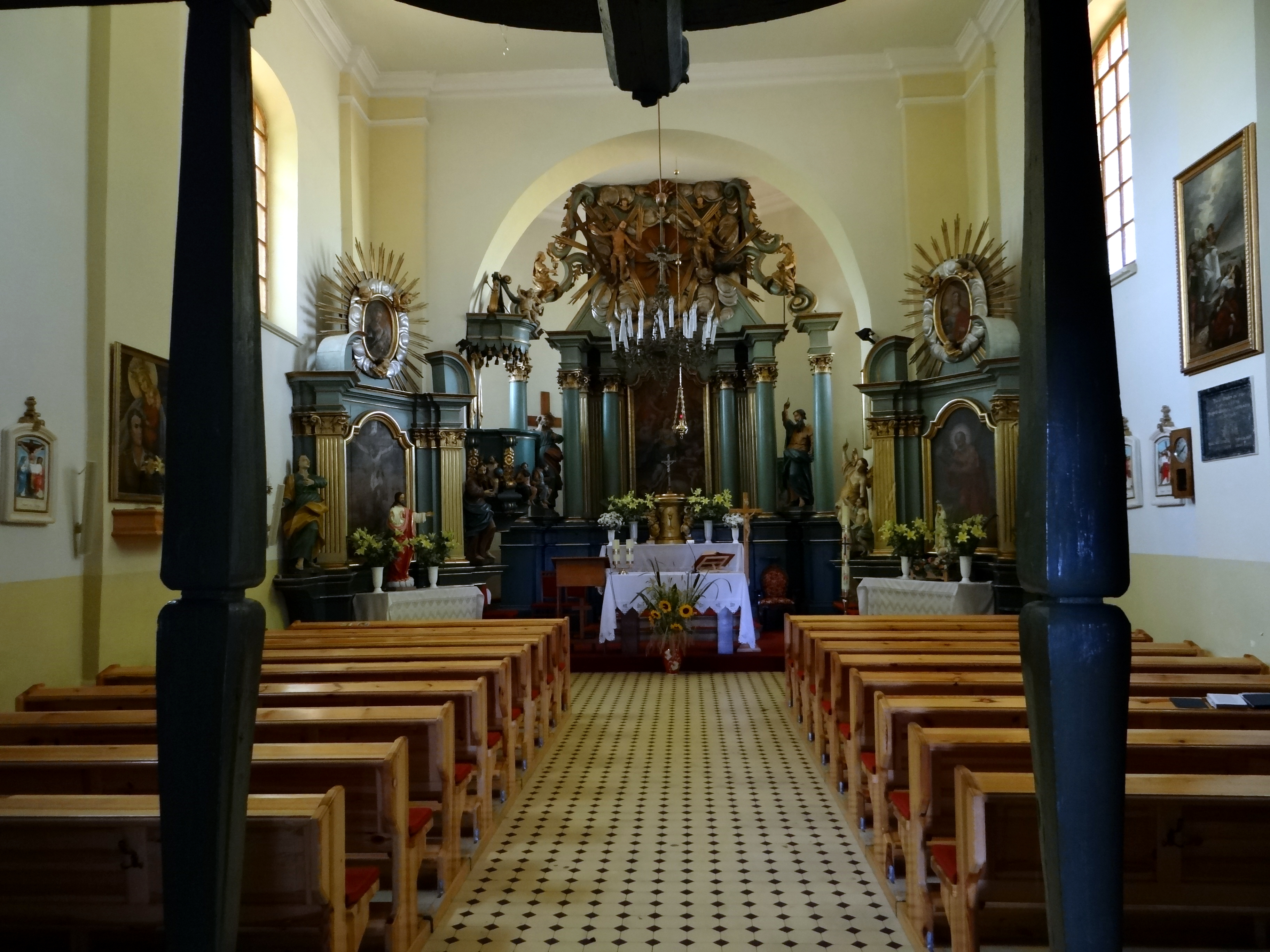
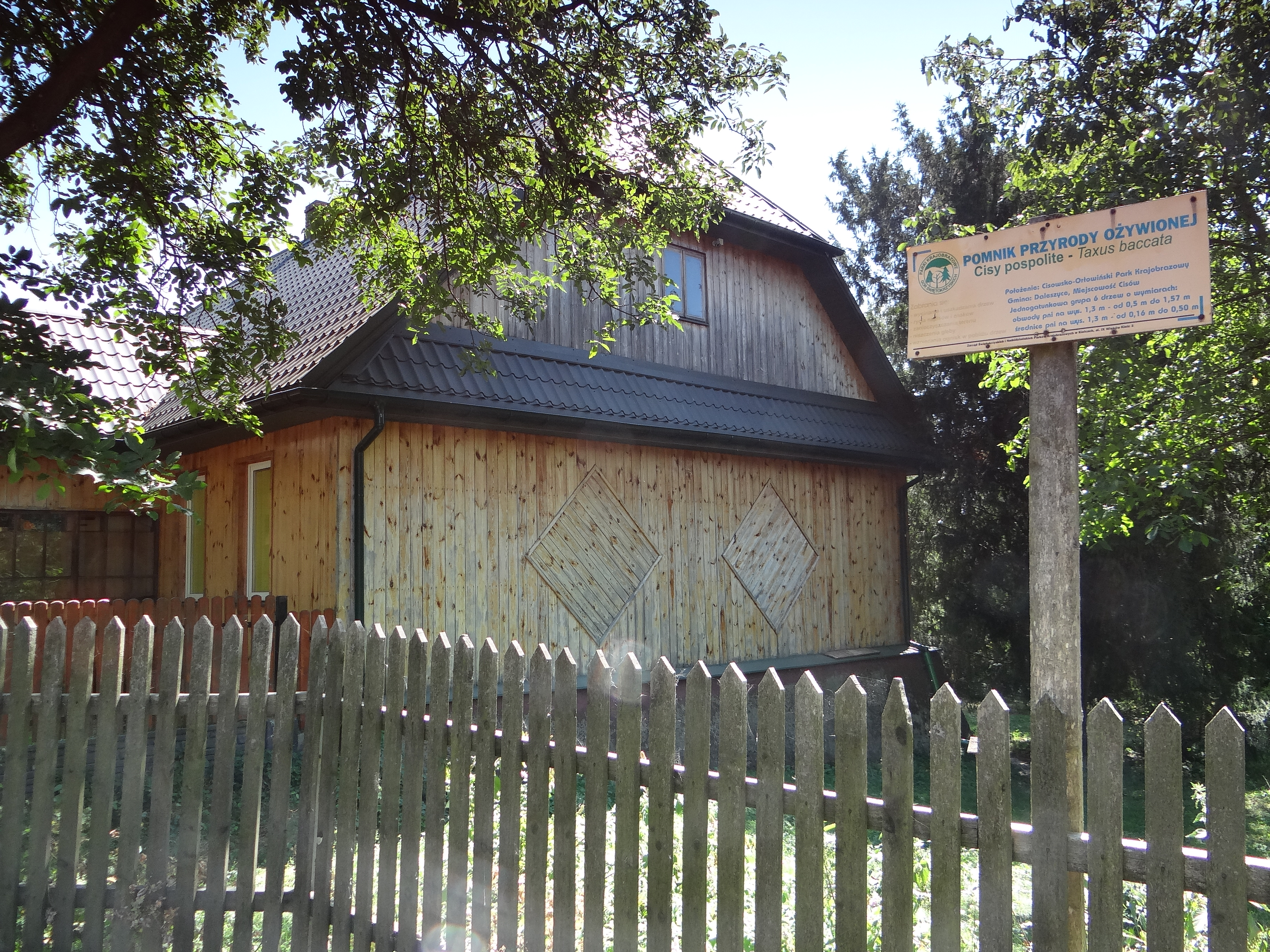
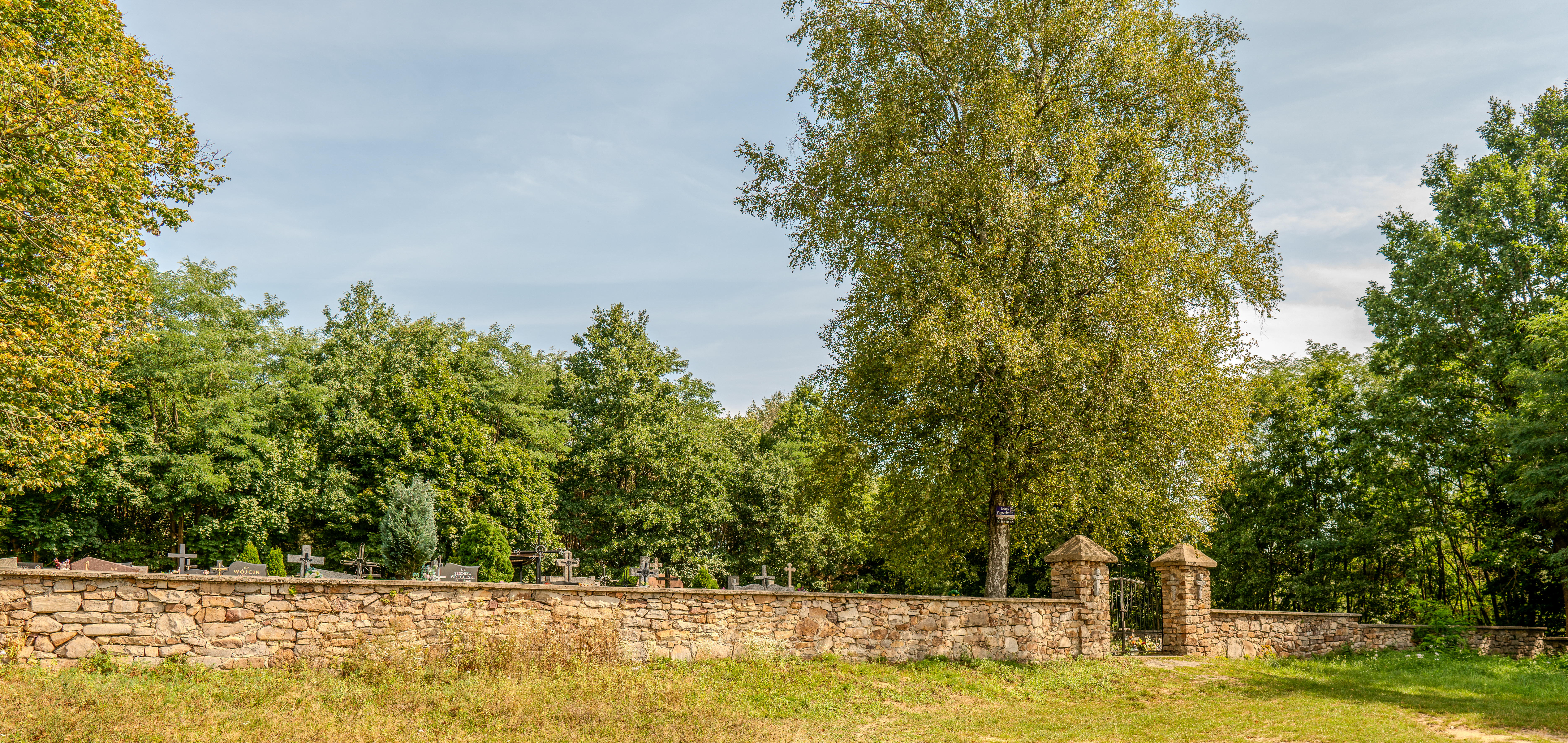
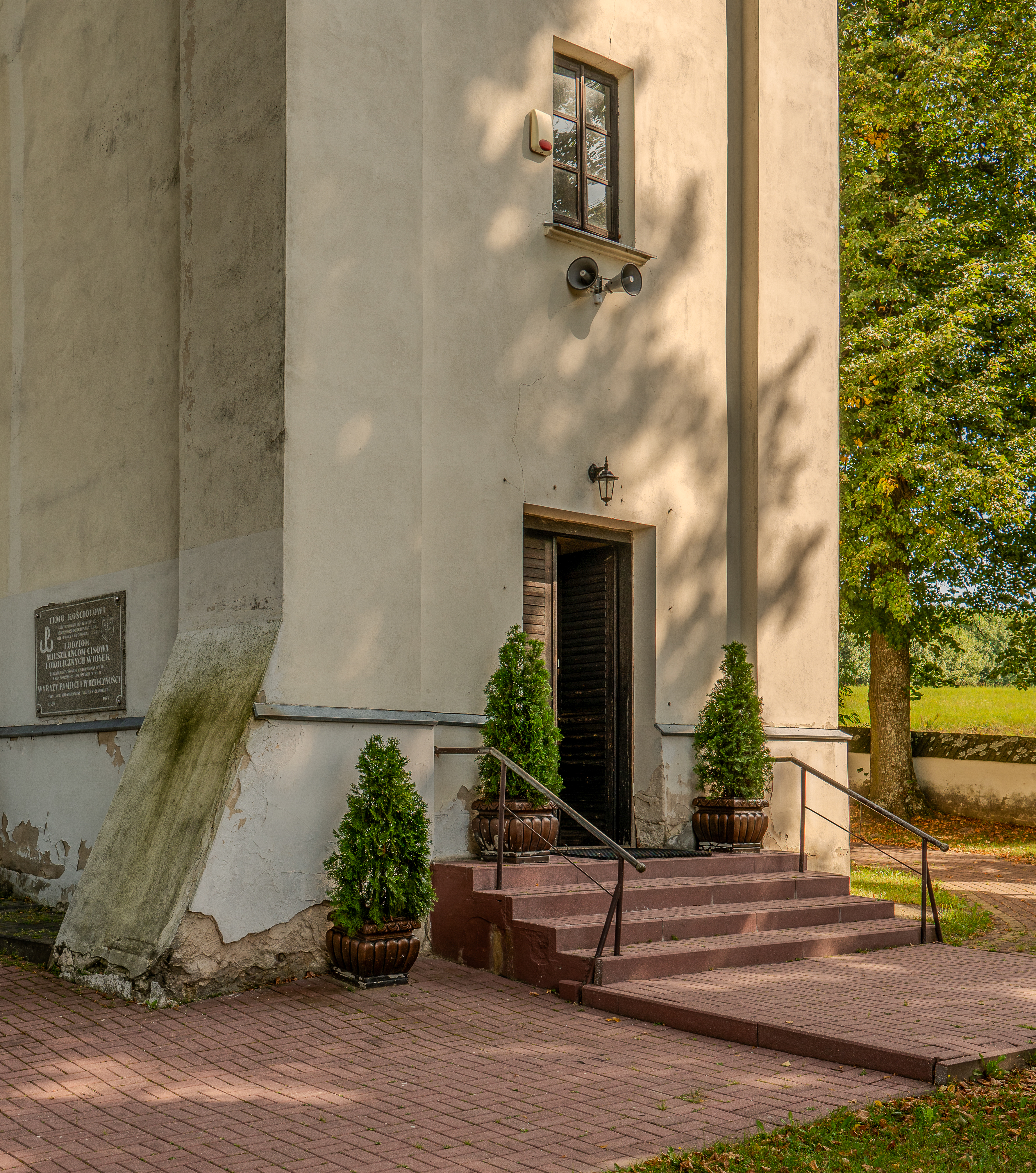
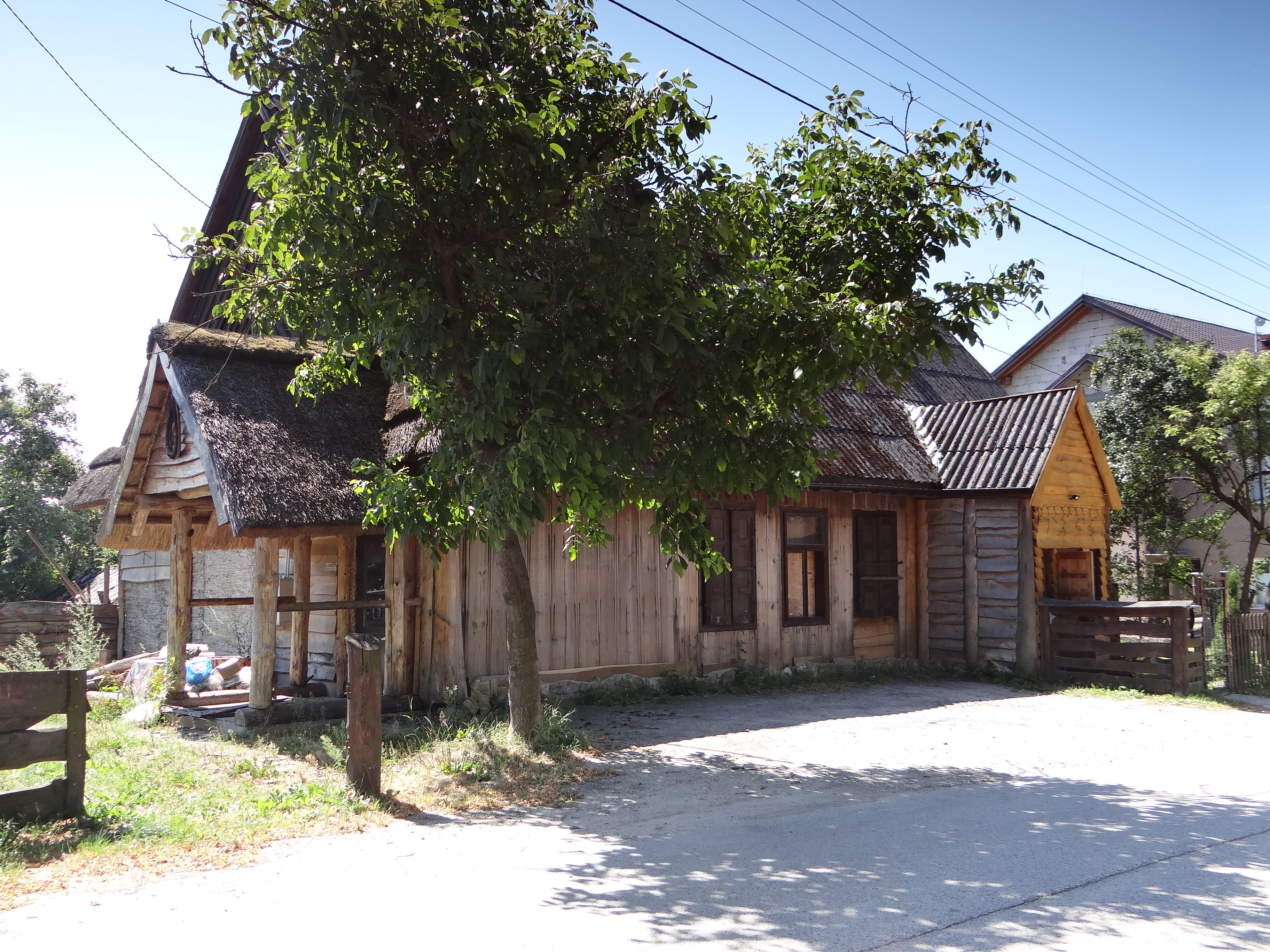
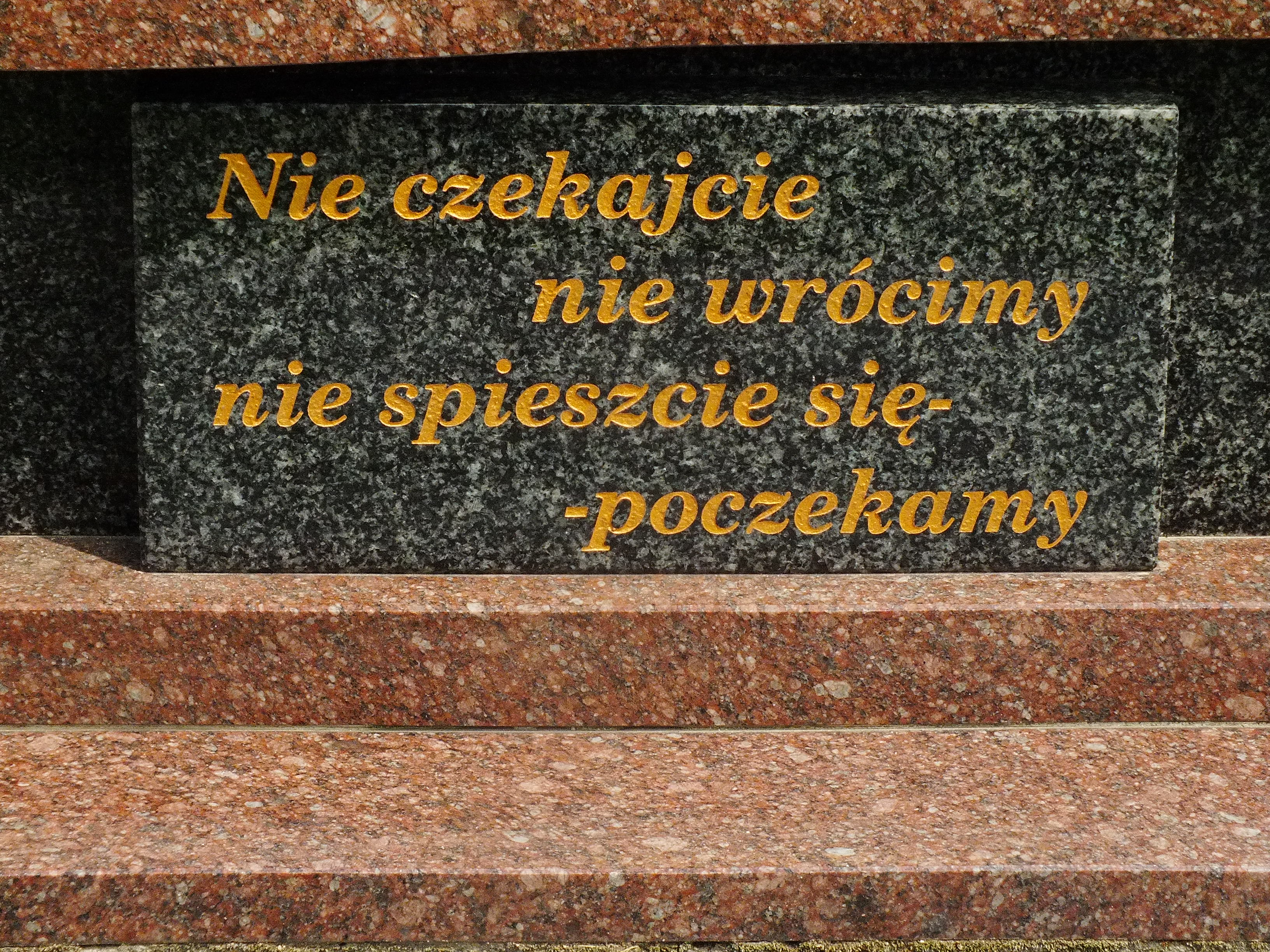

| SIMC    | Nazwa         | Rodzaj    |
| ------- | ------------- | --------- |
| 0236369 | Cisów Rządowy | część wsi |
| 0236381 | Łonek         | część wsi |
| 0236398 | Nastoły       | część wsi |
| 0236406 | Zadworze      | część wsi |
| 0236412 | Zakościele    | część wsi |

## Historia
Długosz (lata 1470–1480) podaje nazwę „Czyssow”. W 1560 roku pisano „Czyzow”, wieś w ówczesnym powiecie kieleckim.

Wspomniany w dokumencie z 1356 roku (Kod.Małop. t.I, 104). W połowie XV wieku wieś należała do parafii Daleszyce i stanowiła własność Jana Oleskiego herbu Dębno. Wieś miała wówczas 10 łanów kmiecych dających dziesięcinę kolegiacie kieleckiej (Jan Długosz L. B. t.I s.459). W registrze poborowym z roku 1579 wymieniony jest „Czyżów” jako wieś królewska należąca do starostwa szydłowskiego, posiada kościół parafialny. (Paw. Małop. s.224).
W 1700 roku mieszkał tu Jan Chryzostom Pasek.
W wieku XIX Cisów opisano jako wieś w powiecie kieleckim, gminie i parafii Cisów. Leży w dolinie otoczonej z trzech stron górami, niedaleko traktu z Daleszyc do Rakowa. Posiada kościół parafialny murowany z XVIII wieku.

W 1827 roku było tam 35 domów i 196 mieszkańców. W Cisowie mieszkał w XVII wieku Dębowski, synowiec Chryzostoma Paska.
Cisów jako gmina należy do sądu gminnego okręgu III w Daleszycach, stacja pocztowa najbliżej w Kielcach. Ludności w gminie 2297 osób.

Parafia Cisów dekanatu opatowskiego liczyła 768 wiernych.
Dobra rządowe – ekonomia Cisów
Na całość ekonomii składały się z folwarki i wsie Cisów grunty skarbowe w Bielinach z osadami karczemymi wraz ze stawami w Smykowie i Gomułkach tudzież z gruntami w Przykopkach. Następnie: Wójtostwo folwark i wieś, Makoszyn wieś, wójtostwo i folwark Widełki, młyn Jagielno pustkowie, Wymysłów, młyn zwany Eukawa, wieś Daleszyce, folwark i wieś Danków.

## Zabytki
- Kościół pw. św. Wojciecha. Został ufundowany w 1758 roku przez biskupa krakowskiego Andrzeja Załuskiego, parafia została erygowana w 1765 roku Budowę murowanej świątyni rozpoczęto w 1765 roku, a zakończono w 1816 roku Konsekrację w 1817 roku przeprowadził biskup kielecki Wojciech Jan Górski. W 1938 roku kościół został odremontowany i odmalowany przez F. Banysia z Olkusza. W 1977 roku przeprowadzono kolejny remont, m.in. wymieniono gont na pokrycie z blachy[8]. W ołtarzu głównym umieszczone są obrazy Koronacji MB i św. Wojciecha; ołtarze boczne późnobarokowe.

Wpisany do rejestru zabytków nieruchomych (nr rej.: A.305 z 14.01.1957 i z 15.06.1967).
- Stary cmentarz parafialny z I połowy XIX wieku (nr rej.: A.306 z 25.06.1992)[9].
- Nowy cmentarz parafialny z II połowy XIX wieku (nr rej.: A.307 z 25.06.1992)[9].